# Kenibuna Lake
Der Kenibuna Lake ist ein etwa 8,7 km² großer See im Südwesten von Alaska (USA), 155 km westlich von Anchorage.
Der 369 m hoch gelegene See befindet sich westlich des Chakachamna Lake, zu dem der Kenibuna Lake entwässert wird. Dazwischen befindet sich der Gletscherrandsee Shamrock Lake, der vom Shamrock-Gletscher gespeist wird. Der Kenibuna Lake liegt an der Trennlinie zwischen Alaskakette im Norden und Neacola Mountains, Teil der Aleutenkette, im Süden. In das südwestliche Seeufer mündet der Neacola River, in das nordwestliche Seeufer der Igitna River. Der Neacola River wird von mehreren Gletschern gespeist und transportiert eine erhebliche Sedimentfracht, so dass der westliche Seeteil im Begriff ist, zu verlanden. Der Westteil des Sees befindet sich im Lake-Clark-Nationalpark.
Der indianische Tanaina-Name des Sees wurde im Jahr 1928 vom U.S. Geological Survey (USGS) gemeldet.